# Ciclos climáticos de 1500 años

Varciaciones de temperatura durante el Holoceno. Las oscilaciones se corresponderían con ciclos de 1500 años. La caída a la derecha de la gráfica (hace unos 11000 años) representa el final de la glaciación wisconsiense.

Los ciclos de Bond o ciclos climáticos de 1500 años son fluctuaciones del clima que han ocurrido periódicamente cada ≈1.470 ± 500 años durante el Holoceno. Se han identificado ocho de estos períodos, basándose principalmente en fluctuaciones en los detritos rocosos transportados por icebergs. Los ciclos de Bond pueden ser los equivalentes integlaciares de los ciclos de Dansgaard-Oeschger de la última glaciación. Las causas y factores determinantes del ciclo están bajo estudio, siendo las principales posibles orígenes las variaciones en los ciclos de las mareas, los ciclos solares o reorganizaciones de la circulación atmosférica.
La teoría de los ciclos climáticos de 1500 años de duración fue propuesta por Gerard C. Bond del Lamont-Doherty Earth Observatory de la Universidad de Columbia, basándose principalmente en las trazas en los detritos rocosos transportados por icebergs en el Atlántico Norte. Estas fluctuaciones han mostrado correspondencia con una mayor debilidad en los ciclos monzónicos en Asia durante los últimos 9.000 años así como con eventos de aridificación en Oriente Medio. También hay amplia evidencia de una oscilación climática de unos 1500 años causante de cambios cíclicos en la vegetación a lo largo de Norteamérica. Por razones desconocidas, el único ciclo de Bond con un impacto claro en los núcleos de hielo de Groenlandia es el evento del kiloaño en 1000 a.c 
La existencia de estos ciclos está bien respaldada por los resultados del estudio de los núcleos de hielo del último período glaciar. Para el período actual, la evidencia es algo más débil. Bond (1997) sostiene una periodicidad cercana a los 1470 ± 500 en la región del Atlántico Norte, que tiene como resultado una variación del clima. En su opinión, muchos si no la mayoría de los ciclos Dansgaard-Oeschger de la última edad de hielo siguen un patrón de 1500 años, al igual que los eventos más cercanos en el tiempo, como la pequeña edad de hielo, el evento del kiloaño 8,2 y el comienzo del Dryas Reciente. 
Según la hipótesis, estos ciclos presentarían un comportamiento no lineal y resonancia estocástica; no todas las muestras que siguen el patrón constituyen un evento climático significativo.

## Lista de ciclos
La mayoría de ciclos no tienen un impacto climático único; algunos corresponden con periodos de enfriamiento y otros con ciclos de aridificación en algunas regiones.
- ≈1.400 AP (suceso climático 1) — se corresponde aproximadamente con el mínimo de la Época de las invasiones (450–900 d. C.)
- ≈2.800 AP (suceso climático 2) — se corresponde aproximadamente con la neoglaciación de la Edad del Hierro (900–300 a. C.)[8]
- ≈4.200 AP (suceso climático 3) — coincidente con el evento del kiloaño 4.2.
- ≈5.900 AP (suceso climático 4) — coincidente con el evento del kiloaño 5.9.
- ≈8.100 AP (suceso climático 5) — coincidente con el evento del kiloaño 8.2.
- ≈9.400 AP (suceso climático 6) — coincidente con el evento Erdalen de la actividad glaciar en Noruega,[9] así como con un período frío en China.[10]
- ≈10.300 AP (suceso climático 7) —
- ≈11.100 AP (suceso climático 8) — coincidente con la transición entre el Dryas Reciente al período boreal.